# Sipí (ort)
Sipí är en ort i Colombia.   Den ligger i departementet Chocó, i den västra delen av landet, 270 km väster om huvudstaden Bogotá. Sipí ligger 436 meter över havet och antalet invånare är 332.
Terrängen runt Sipí är kuperad åt nordväst, men åt sydost är den bergig. Runt Sipí är det glesbefolkat, med 20 invånare per kvadratkilometer. I omgivningarna runt Sipí växer i huvudsak städsegrön lövskog.